# Mine de Midnite
Pour les articles homonymes, voir Midnite (homonymie).
La mine de Midnite est une ancienne mine à ciel ouvert d'uranium située dans la chaîne Selkirk, dans le comté de Stevens et l'État de Washington (États-Unis). La mine a produit de 1955  à 1965, et de 1968 à 1981. Située dans une réserve des Indiens Spokanes, elle se trouve à environ 8 kilomètres de Wellpinit (en).
La mine a été catégorisée le 11 mai 2000 comme un site Superfund en application du Comprehensive Environmental Response, Compensation, and Liability Act (CERCLA) de 1980, une loi fédérale visant à nettoyer les sites souillés par des déchets dangereux. Outre des niveaux élevés de radioactivité, les métaux lourds mobilisés dans le drainage minier acide de l'uranium constituent une menace potentielle pour la santé humaine et l'environnement,,,
.